# ハワード・ラトニック
ハワード・ウィリアム・ラトニック（英語: Howard William Lutnick、1961年7月14日 - ）は、アメリカ合衆国の実業家、政治家。現在、同国商務長官（第41代）。証券会社キャンター・フィッツジェラルドの最高経営責任者（CEO）を務めた。2025年1月からは、第2次トランプ政権の商務長官を務めている。

## 幼少期と学生時代
ハワード・ラトニックはニューヨーク州ロングアイランドでユダヤ系の家庭に生まれた。父親のソロモンはニューヨーク市立大学クイーンズ校の歴史学教授であり、母親のジェーンはロングアイランド大学で教鞭も執った芸術家だった。1983年、ラトニックはハバフォード大学より経済学学士の学位を取得した。

## キャリア
大学卒業後、ラトニックは米ドルと日本円の両替商として働くなかでB・ジェラルド・キャンターと出会い、1983年にキャンターが経営するキャンター・フィッツジェラルドに入社し、1991年には社長兼CEOに任命された。
2001年9月11日のアメリカ同時多発テロ事件で、ワールドトレードセンター（世界貿易センタービル）に本社を置くキャンター・フィッツジェラルドのオフィスが破壊され、全従業員の68.5%であるニューヨークの従業員960人のうち658人が死亡または行方不明となり、ラトニック自身も兄弟のゲイリーを失った。事件後、ラトニックは慈善事業への巨額寄付で知られるようになった。

## 政治活動

### ドナルド・トランプ大統領選挙キャンペーン

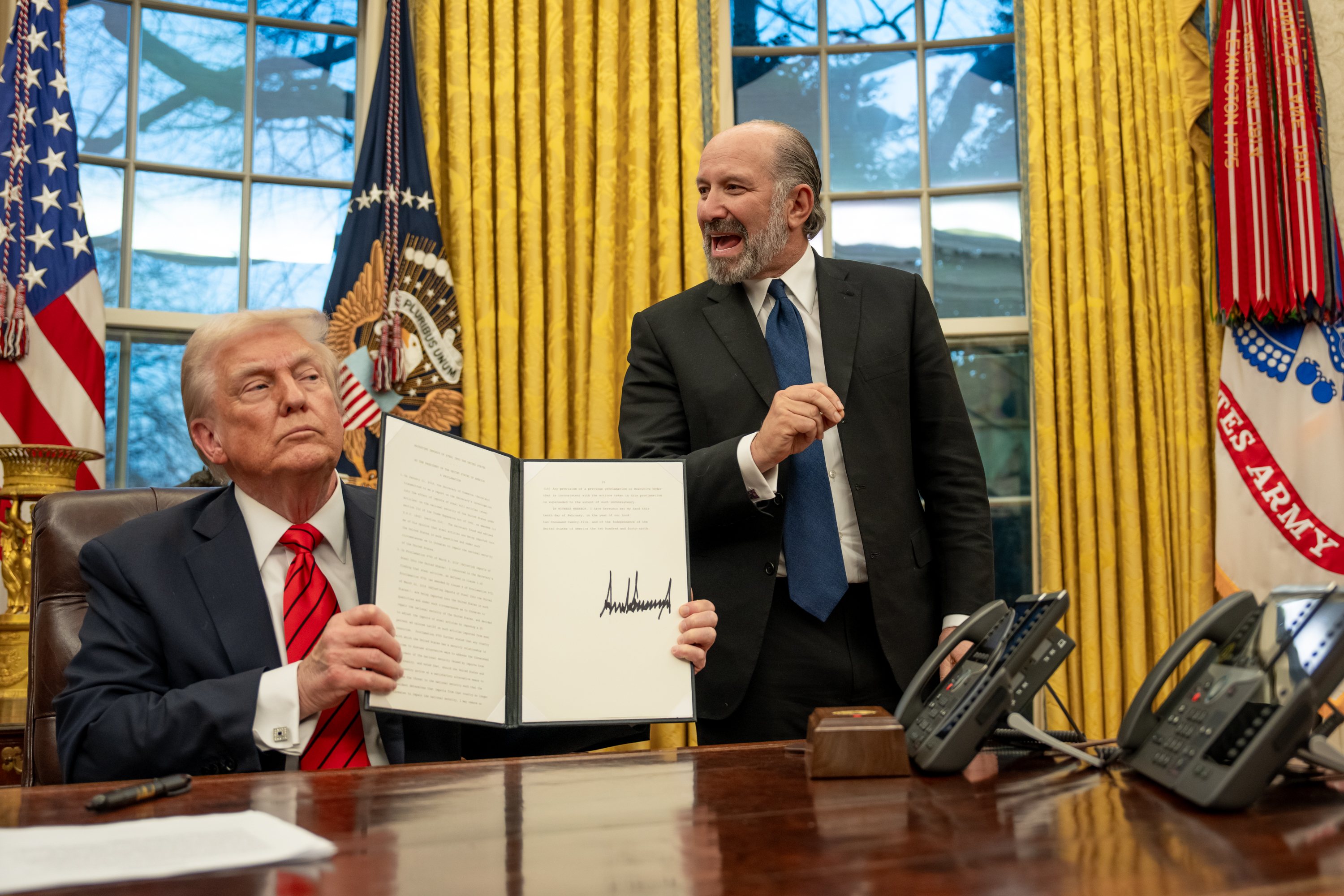
ラトニックとドナルド・トランプ（2025年2月）

ラトニックは2019年に2020年アメリカ合衆国大統領選挙で再選を目指すトランプのための募金活動を主催して500万米ドル以上を集めた。過去にはヒラリー・クリントンやカマラ・ハリスに献金したこともあったが、彼は妻によるものと主張している。
2024年8月、彼はニューヨークの自宅で2024年アメリカ合衆国大統領選挙で返り咲きを狙うトランプのために1500万ドルを調達し、同月にラトニックはリンダ・マクマホンとともにトランプの政権移行チームの共同議長に任命された。政権移行チームの共同議長としてラトニックはトランプに忠実な人材を重視し、マー・ア・ラゴで8台のテレビと2台のiPadを用意してトランプに候補者の情報をレクチャーしていたとされる。ラトニックはワクチンが自閉症を引き起こすという保険福祉長官候補ロバート・ケネディ・ジュニアの主張に同調して物議を醸した。同年10月にマディソン・スクエア・ガーデンでイーロン・マスクと一緒にトランプの集会に登場し、「125年前の米国には所得税はなく、関税のみがあった」と応援演説で述べてトランプの高関税政策を支持した。また、ポッドキャストに出演してマスクやトランプとともに自身は連邦政府を解体して官僚機構を改革し、アメリカの資本主義を解放すると述べた。マスクとケネディは次期財務長官人事に介入してラトニックを推したが、最終的にはスコット・ベッセントが選ばれることとなった。

### 第2次トランプ政権の商務長官

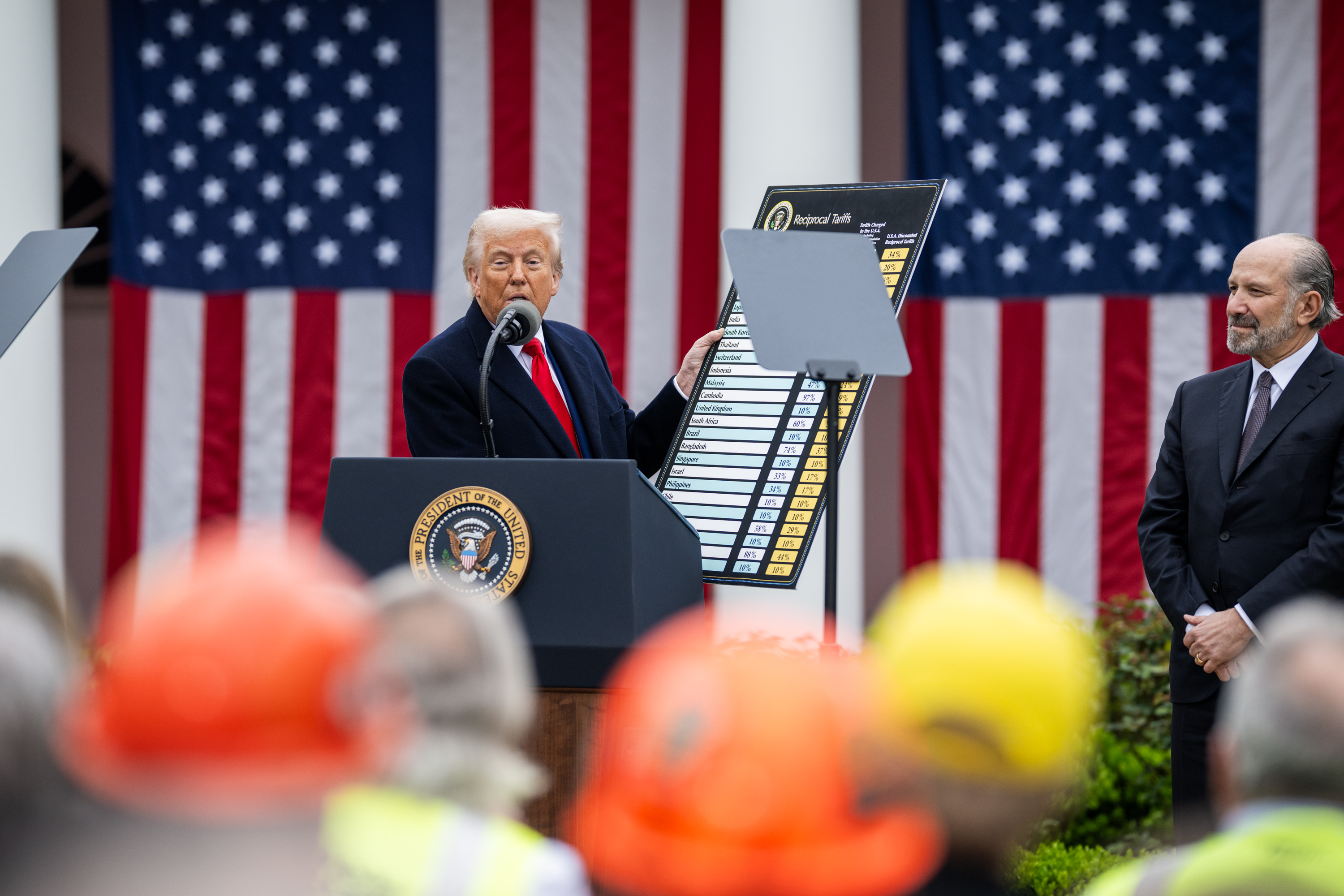
2025年4月2日、相互関税を発表するトランプ大統領とラトニック商務長官（右）

2024年11月、トランプ次期大統領から第2次トランプ政権の商務長官としてアメリカ合衆国通商代表部（USTR）にも直接の責任を負いながら関税・貿易政策の指揮に当たると公表され、2025年2月18日に上院にて賛成多数で承認。21日に就任宣誓を行い着任した。キャンター・フィッツジェラルドは中国の企業と関係があるために利益相反の懸念が示されていたが、指名承認に伴いCEOの職を退き、経営を2人の息子に託した。上院商務・科学・運輸委員会の人事承認公聴会では、品目別ではなく、国別に10％の相互関税を賦課することをトランプに進言したと述べ、米国の株式市場に打撃を与えた中国製人工知能（AI）のDeepSeekに関しては関税に裏打ちされていない輸出規制を迂回して開発されたと主張して強力に対応していくことを表明した。
2025年3月3日、半導体メーカーのTSMCが1000億ドルの追加対米投資をホワイトハウスで発表した際、ラトニックは関税の効果であると強調し、同席した第2次トランプ政権のAI・暗号資産責任者であるデービッド・サックスはトランプとラトニックの貢献への感謝を述べた。選挙期間中、ニューヨーク・タイムズ紙によれば、ラトニックは中国とのより大規模な貿易協定を模索するよう個人的にトランプを促すなどトランプの経済・産業政策について各国の政府や企業と非公開で交渉していたとされ、インテルの工場運営にTSMCを参画させるための議論にも関与したと報じられていた。
2025年3月12日、日本の武藤容治経済産業大臣など各国の代表と会談するも除外の要請を受け入れず、日本を含む全世界から輸入する鉄鋼・アルミニウム製品を対象とする25％の関税を発動。同日、FOXテレビに出演して「日本は鉄鋼をダンピングしている」と批判した。また、14日には日本が韓国やドイツなどの他国よりも有利に扱われることはないとして全ての国から輸入される自動車に関税を課す意向を述べた。19日には親交のあるマスクが経営する米テスラ社の株式購入を現職の閣僚では異例にも呼びかけた。翌4月に発動した世界各国への相互関税でペンギンやアザラシしか生息していないオーストラリア領の無人島ハード島とマクドナルド諸島が対象になった際は迂回輸出対策である旨を述べた。9日、相互関税推進派のピーター・ナヴァロの不在中にラトニックとベッセント財務長官がトランプ大統領に働きかけて一部の相互関税の停止が決定されたと報じられた。16日、再燃した日米貿易摩擦のために日本の赤沢亮正経済再生相が訪米して行われた閣僚級の日米関税交渉では、責任者のベッセント財務長官やアメリカ合衆国通商代表のジェイミソン・グリアとともに出席した。赤沢とはお互いに「ハワード」（ラトニックのファーストネーム）「リオ」と呼び合う親密な仲であり、ベッセントが欠席した貿易協議ではラトニックが自宅に赤沢を招いて行われた。また、米中貿易戦争でもレアアースや半導体など輸出規制の問題を担当することから閣僚級のキーパーソンとなっており、ジュネーヴでの米中の合意後から中国との貿易協議に加わっている。